# Vandro Família
Vandro Lopes Gonçalves (Rio de Janeiro, 4 de agosto de 1977), mais conhecido como Vandro Família, é um político brasileiro, ex-deputado estadual, vice-prefeito,vereador e secretário de obras do município de Magé. Nas eleições de 2018, foi eleito deputado estadual pelo Solidariedade com 33.315 votos. Em 2012, foi preso acusado de chefiar uma milícia na Baixada Fluminense. Porém, foi inocentado pela justiça por ausência de provas.
Vandro teve seu mandato como deputado estadual cassado devido à acusação de conduta vedada a agentes públicos durante as eleições de 2018, por ter distribuído cestas básicas a funcionários públicos de Magé em busca de vantagens eleitorais, gastando 42 mil reais dos cofres públicos. A decisão, tomada pelo Tribunal Superior Eleitoral em novembro de 2021, foi oficializada pela Assembleia Legislativa do Estado do Rio de Janeiro em fevereiro de 2022. Foi substituído no mandato por Coronel Jairo.